# 福野駅 (富山県)
福野駅（ふくのえき）は、富山県南砺市松原新にある、西日本旅客鉄道（JR西日本）城端線の駅である。

## 歴史

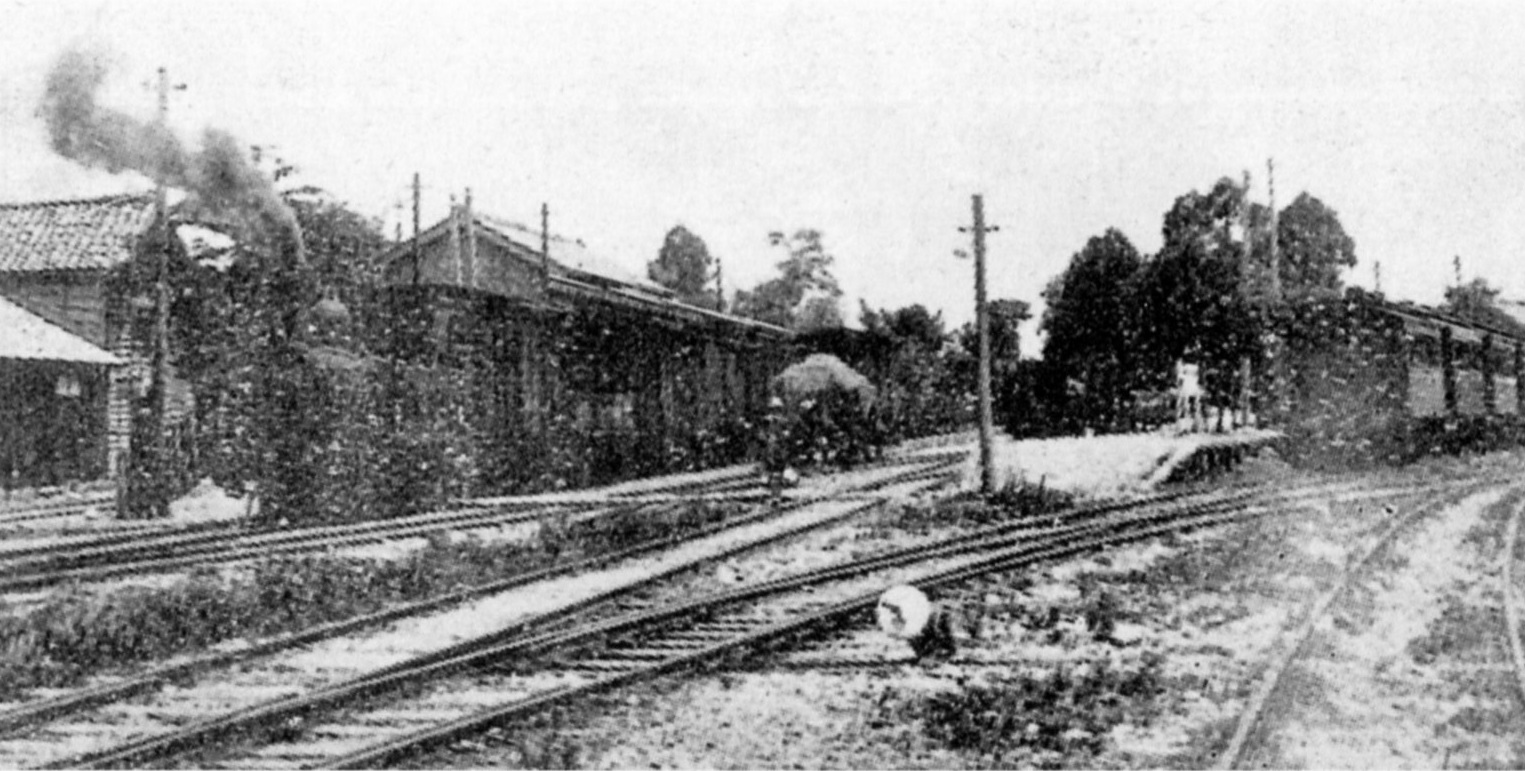
1922年（大正11年）当時の福野駅構内

1964年（昭和39年）当時の福野駅構内。写真右側に停車中の列車は加越能鉄道の車輌

- 1896年（明治29年）6月6日：中越鉄道が高岡 - 城端間の起工式を挙行する[1]。
- 1897年（明治30年）
  - 4月9日：中越鉄道線当駅 - 黒田仮停車場間が竣工する[1]。
  - 5月4日：中越鉄道線黒田仮停車場 - 当駅間の開業に伴い、東礪波郡福野町において開業し、終着駅として一般運輸営業を開始する[2][3][4]。
  - 7月16日：当駅 - 福光駅間が竣工する[1]。
  - 8月18日：当駅 - 福光駅間が開業する[5][6]。
- 1909年（明治42年）9月29日：富山県行啓中の皇太子が午后1時37分に当駅に到着し、奉迎の人々に会釈を賜う[7][8]。
- 1899年（明治32年）5月30日：当駅 - 出町駅間に高儀駅が開業する[9]。
- 1913年（大正2年）：この年、駅舎を改築する[10]。
- 1915年（大正4年）
  - 7月19日：中越鉄道が加越鉄道と当駅共同使用契約を締結する[1]。
  - 7月21日：砺波鉄道線（後の加越能鉄道加越線）当駅 - 青島町駅間が開業する[11]。
- 1919年（大正8年）9月17日：金福鉄道との会社合併により、砺波鉄道が加越鉄道と改称する[11]。
- 1920年（大正9年）9月1日：中越鉄道の国有化により、中越鉄道の駅は鉄道省（国鉄）中越線の駅となる[12]。当駅は旅客、手荷物、小荷物及び大貨物の取扱を行う[12]。
- 1922年（大正11年）7月22日：加越鉄道線当駅 - 石動駅が開業する[11]。
- 1926年（大正15年・昭和元年）8月15日：加越鉄道線当駅 - 津沢駅間に安居寺駅が開業する[13]。
- 1929年（昭和4年）：中央本線牛込駅にて使用されていた跨線橋の払下げを受け、福野町がこれを加越鉄道に寄附し福野駅に設置する[14]。
- 1935年（昭和10年）5月10日：加越鉄道線当駅 - 高瀬村駅間に焼野駅が開業する[13]。
- 1939年（昭和14年）2月1日：構内に福野電信取扱所を設置する[15]。ただし電報配達事務を取扱わない[15]。
- 1942年（昭和17年）8月1日：国有鉄道中越線高岡駅 - 城端駅間が城端線に改称され、当駅もその所属となる[16]。
- 1943年（昭和18年）1月1日：会社合併により、加越鉄道線は富山地方鉄道加越線となる[11]。
- 1944年（昭和19年）5月18日：富山地方鉄道加越線当駅 - 高瀬神社駅間の焼野駅を廃止する[13]。
- 1950年（昭和25年）10月23日：加越線の譲渡により、富山地方鉄道加越線が加越能鉄道加越線となる[11]。
- 1951年（昭和26年）8月10日：城端線当駅 - 福光駅間に東石黒駅が開業する[17]。
- 1956年（昭和31年）：新たにホームを設置し、列車交換を可能にする[14]。
- 1959年（昭和34年）：新たに跨線橋を設置する[14]。
- 1969年（昭和44年）4月1日：加越線当駅 - 高瀬神社駅間に焼野駅が再開業する[13]。
- 1972年（昭和47年）9月16日：加越能鉄道加越線が廃止される[11]。
- 1974年（昭和49年）10月1日：営業範囲を改正し、旅客、荷物及び車扱貨物を取扱う駅となる[18]。
- 1980年（昭和55年）9月25日：営業範囲を改正し、車扱貨物の取扱を廃する[19]。
- 1985年（昭和60年）3月14日：営業範囲を改正し、荷物の取扱を廃する[20]。
- 1987年（昭和62年）4月1日：国鉄分割民営化により、JR西日本の駅となる[3]。
- 時期未定：みどりの窓口が営業終了〈予定〉[21]。簡易委託を解除し、無人化〈予定〉[21]。

## 駅構造
相対式ホーム2面2線を有しており、列車交換が可能な地上駅である。上りホーム側に駅舎があり、各ホームへは木造の跨線橋で連絡している。駅舎は開業以来の木造平屋建てで富山県内最古のものである。かつて駅舎入口に掲げられていた駅名標は、2015年（平成27年）7月から8月にかけての改装工事の際に撤去され、一時金沢市へ廃棄物として運搬されていたが、これを惜しんだ栗山福野中部自治振興会会長や長井久美子南砺市議会議員の要望により、腐蝕防止のためアクリル板で覆った上、当駅ホームに再び設置された。同駅名標は1970年（昭和45年）頃に設置されたもので、中島春緑南砺市書道連盟委員長の揮毫であるという。
北陸広域鉄道部の管理下にあり、地元のタクシー会社が駅務を受託する簡易委託駅であるが、みどりの窓口や自動券売機もある。
加越線の駅部分の跡地は、川田工業富山工場の敷地となっている。

### のりば
| のりば | 路線    | 方向 | 行先     |
| ------ | ------- | ---- | -------- |
| 1      | ■城端線 | 上り | 高岡方面 |
| 2      | ■城端線 | 下り | 城端方面 |

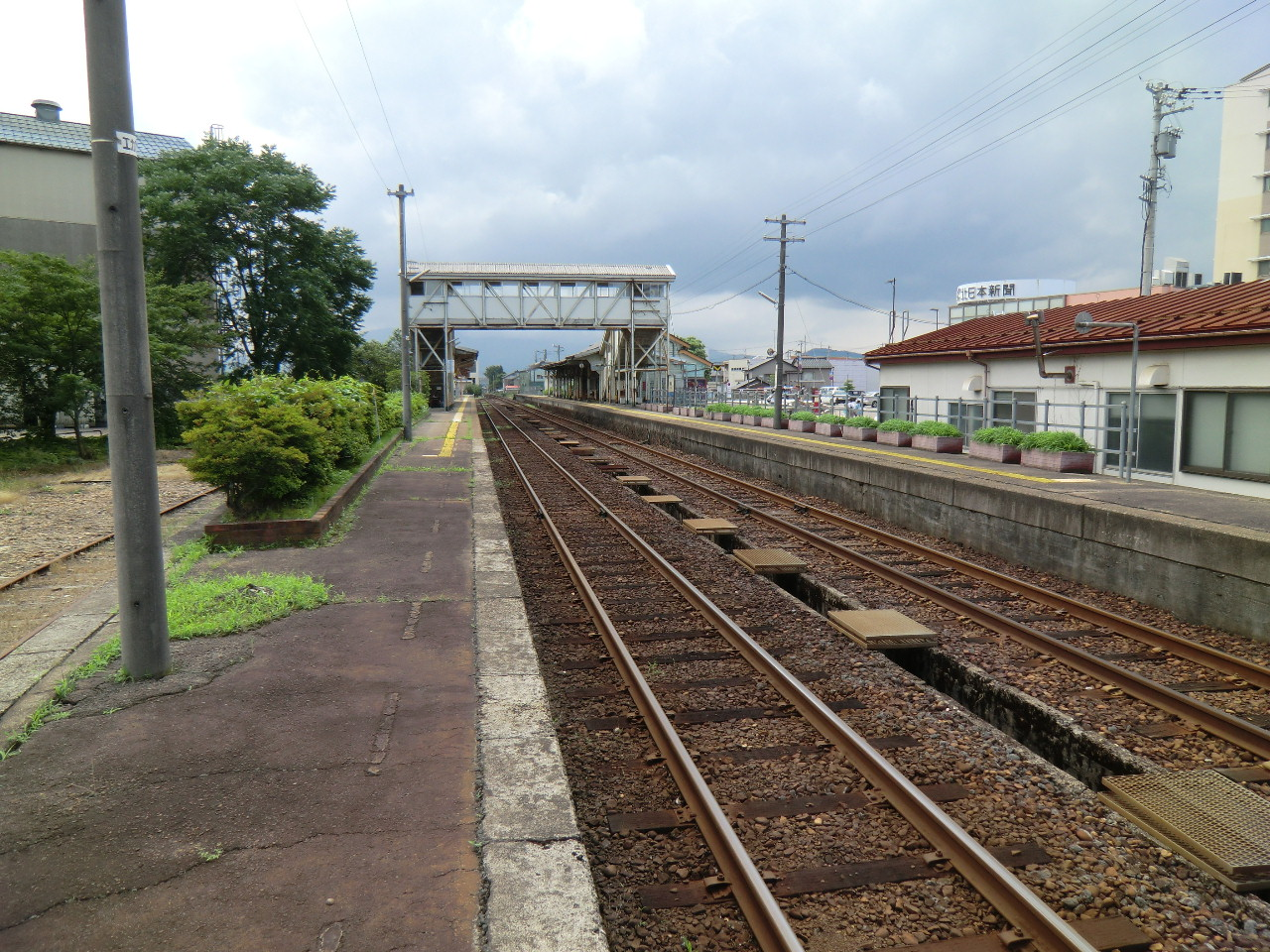
高岡方面よりみる駅構内
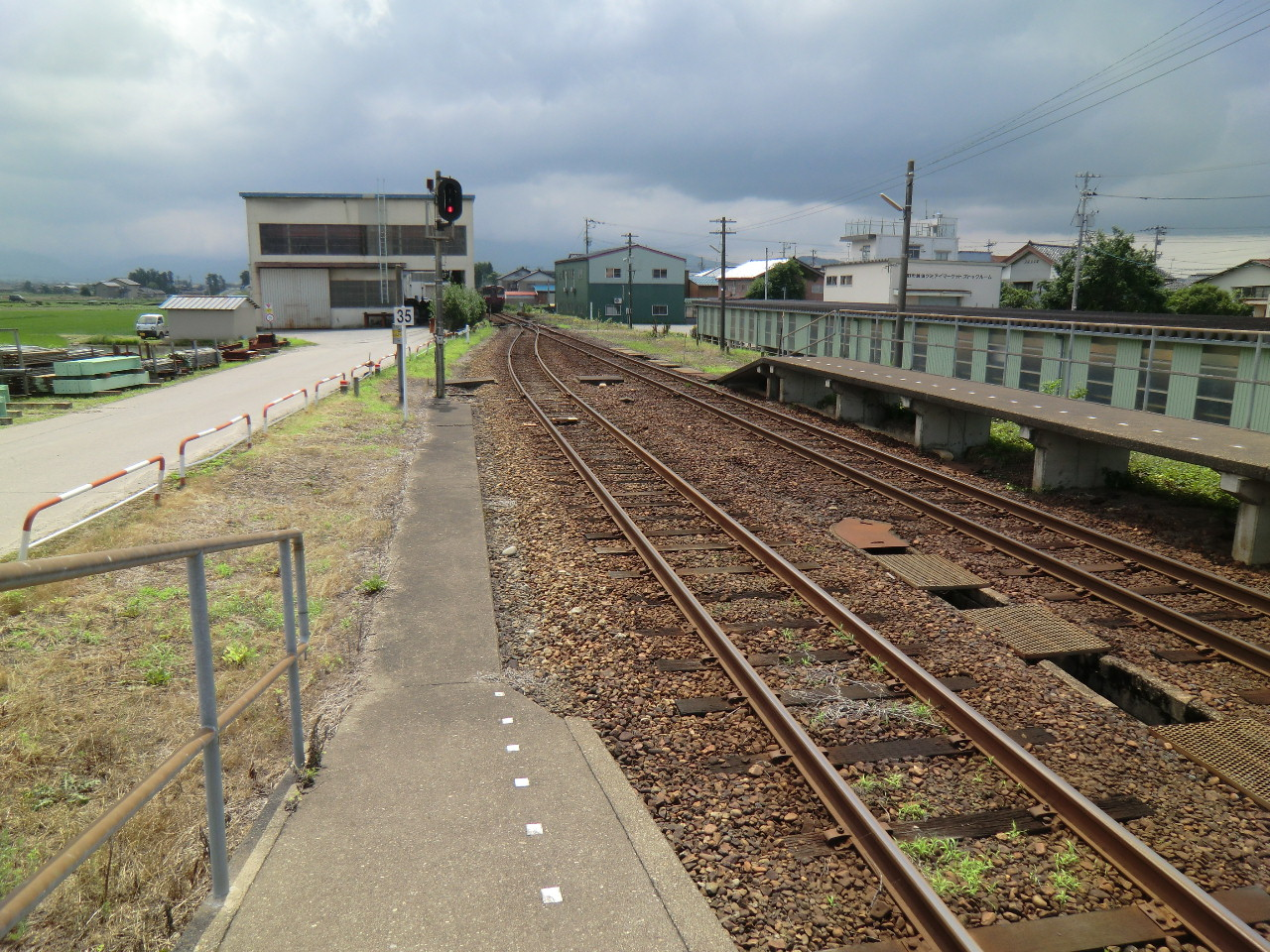
ホーム上からみる城端方面

## 貨物取扱
当駅における貨物取扱は、1980年（昭和55年）9月25日に廃止された。かつて当駅に接続していた川田工業専用線は一部が残存している。
1953年（昭和28年）10月10日付『鉄道公報』第1254号通報専用線一覧別表掲載中、当駅接続の専用線は次の通りであった。
- 北陸車両線（動力：手押、作業粁程：0.2粁、備考：同専用線は加越線より分岐する）

1970年（昭和45年）10月1日現在における当駅接続の専用線は以下の通りであった。
- 川田工業線（動力：加越能鉄道所有機関車及び手押、作業粁程：0.4粁（第1積卸線）・0.2粁（第2積卸線）、総延長粁程：0.6粁、備考：同専用線は加越線より分岐する）

## 利用状況
「富山県統計年鑑」によると、近年の1日平均乗車人員は以下の通り。
| 年度   | 1日平均 乗車人員 |
| ------ | ---------------- |
| 1995年 | 972              |
| 1996年 | 965              |
| 1997年 | 904              |
| 1998年 | 905              |
| 1999年 | 831              |
| 2000年 | 818              |
| 2001年 | 759              |
| 2002年 | 717              |
| 2003年 | 673              |
| 2004年 | 624              |
| 2005年 | 607              |
| 2006年 | 628              |
| 2007年 | 619              |
| 2008年 | 656              |
| 2009年 | 615              |
| 2010年 | 672              |
| 2011年 | 742              |
| 2012年 | 767              |
| 2013年 | 784              |
| 2014年 | 707              |
| 2015年 | 734              |
| 2016年 | 697              |
| 2017年 | 720              |
| 2018年 | 728              |
| 2019年 | 730              |

## 駅周辺
駅付近は民家が多く建つが、この付近は再開発事業が行われたエリアである。西側と北側は市街地となっており、ショッピングセンターや園芸植物園がある。市民センターや運動施設もこちら側にほぼ集約されている。西へ抜けると旅川に至る。東側と南側は田園が大きく広がるが、建物が点在する。南砺市福野東部体育館はこちら側にある。駅北東側には中学校と高校があるが、両校は城端線沿いに隣接し、（両校の）北側には踏切がある。
- 福野市民センター（旧・福野町役場）
- 福野産業文化会館
- すぱーく福野 - 屋内ゲートボール場
- 福野文化創造センターヘリオス
- 南砺市園芸植物園 フローラルパーク
- 南砺市福野B&G海洋センター
- 福野郵便局
- ショッピング ア・ミュー - ショッピングセンター
- 川田工業富山本社
- 富山県立南砺福野高等学校
  - 巖浄閣（国の重要文化財）
- 南砺市立福野中学校
- 南砺市立福野小学校
- 福野神明社
- 御馬（）の松跡[35]
- 国道471号
- 富山県道20号砺波福光線
- 富山県道71号池尻福野線
- 富山県道277号福野城端線
- 富山県道278号福野停車場線
- 富山県道279号安居福野線
- 富山県道370号富山庄川小矢部自転車道線
- 旅川
  - 旅川親水公園

## バス路線
駅前ロータリー内に加越能バスの福野駅前停留所と、南砺市営バス「なんバス」のJR福野駅停留所がある。
加越能バス
- 加越線（加越能鉄道加越線の廃止代替バス）

南砺市営バス「なんバス」
- 福野・井波・井口循環線
- 福光・福野循環線
- 安居循環線
- 立野脇線

## 南砺市の代表駅に関して
2004年（平成16年）11月1日に8町村の合併により誕生した南砺市は4庁舎による分庁方式を採用していたが、市長室が福野庁舎にあったことから、JTBパブリッシング発行の『JTB時刻表』などの冊子型時刻表では当駅が南砺市の代表駅として表記されていた。その後、2020年（令和2年）7月1日に市役所が福光庁舎に統合されたにもかかわらず、当駅が市の代表駅と表記されたままであったことを富山新聞社が指摘したことにより、『JTB時刻表』では2021年12月号（同年11月20日発売）より南砺市の代表駅が福光駅となった。

## 隣の駅
西日本旅客鉄道（JR西日本）
■城端線
高儀駅 - 福野駅 - 東石黒駅

### かつて存在した路線
加越能鉄道
加越線
柴田屋駅 - 福野駅 - 焼野駅